# Farini
Farini är en ort och kommun i provinsen Piacenza i regionen Emilia-Romagna i Italien. Kommunen hade 1 168 invånare (2018).